# High School DxD
High School DxD (ハイスクールD×D?, Haisukūru Dī Dī, scritto anche come Highschool DxD) è una serie di light novel scritta da Ichiei Ishibumi ed illustrata da Miyama-Zero. La storia è incentrata sulle vicende di Issei Hyodo, un liceale pervertito della Kuoh Academy che viene ucciso al suo primo appuntamento romantico da una ragazza che si rivela essere un angelo decaduto. In seguito, viene resuscitato come demone da Rias Gremory per servire lei e la sua famiglia demoniaca. Inizia così a formarsi un profondo legame tra i due, messo in pericolo dai numerosi scontri con angeli, angeli decaduti e altri demoni.
High School DxD è stato serializzato sulla rivista Dragon Magazine di Fujimi Shobō a partire dal numero di settembre 2008 e il primo romanzo della serie è stato pubblicato il 20 settembre 2008 sotto l'etichetta Fujimi Fantasia Bunko. Un adattamento a manga di Hiroji Mishima è stato serializzato inizialmente sulla rivista Dragon Magazine a partire dal numero di luglio 2010, per poi proseguire su Monthly Dragon Age a partire dal numero di marzo 2011 fino a quello di marzo 2018. I diritti per la pubblicazione di un'edizione in lingua italiana sono stati acquistati da Panini Comics e i volumi sono pubblicati tramite la divisione Planet Manga dal 23 gennaio 2014 al 29 novembre 2018.
Una serie televisiva anime da 12 episodi prodotta dallo studio TNK è stata trasmessa dal 6 gennaio al 23 marzo 2012 su AT-X in versione integrale e su reti locali in versione censurata nel video. Una seconda stagione da 12 episodi, intitolata High School DxD New, è andata in onda dal 7 luglio al 22 settembre 2013. Una terza stagione intitolata High School DxD BorN è stata trasmessa dal 4 aprile al 20 giugno 2015. Una quarta stagione, intitolata High School DxD Hero, questa volta con gli episodi portati a 13 e prodotta dallo studio Passione, è stata messa in onda dal 10 aprile al 3 luglio 2018. Diversi OAD e cortometraggi sono stati pubblicati insieme ai volumi della serie di romanzi originale o inclusi nell'edizione home video dell'anime televisivo.

## Trama
L'accademia Kuoh (駒王学園?, Kuō Gakuen) è una scuola superiore che originariamente era riservata alle ragazze, ma che ora è aperta anche ai ragazzi. Nonostante all'apparenza sembri una scuola come tutte le altre, l'istituto ha un segreto. Infatti angeli, angeli decaduti, demoni e altre creature frequentano l'istituto insieme agli studenti umani, ignari di tutto questo.
Issei Hyōdō, un lascivo studente umano del secondo anno che vive una vita pacifica, si ritrova improvvisamente a conoscere il lato nascosto della scuola. Dopo un'ordinaria giornata di scuola, Issei viene invitato ad un appuntamento da una ragazza, Yuma Amano. Dopo l'appuntamento, Yuma porta Issei in un parco e gli fa una richiesta sorprendente: la sua vita. Yuma rivela, infatti, di essere in realtà Raynare, un angelo decaduto, che trapassa il ragazzo con una lancia di energia luminosa. Morente e agonizzante, Issei osserva il proprio sangue, notandone la somiglianza di colore con i capelli della ragazza più bella e popolare della scuola, Rias Gremory, prosperosa studentessa del terzo anno, esprimendo il proprio rammarico per non essere morto tra le sue braccia, toccando quegli stessi capelli che tanto ammirava. Prima di esalare l'ultimo respiro, davanti a lui appare Rias, richiamata da una carta evocativa data al giovane da una giovane ragazza, in realtà un famiglio di Rias stessa, che dichiara che da quel momento Issei vivrà per lei.
Issei si risveglia la mattina seguente pensando che tutto ciò che è accaduto il pomeriggio prima sia stato soltanto un sogno. Durante i giorni seguenti, nota tutta una serie di strani fenomeni: innanzitutto, nessuno ricorda Yuma, nemmeno i suoi migliori amici Matsuda e Motohama, ma soprattutto, nota quanto la luce solare, ora, gli dìa fastidio e lo indebolisca mentre, scesa la sera, le sue forze ritornino e i suoi sensi si acutizzino molto di più rispetto ad una persona normale. Dopo alcuni giorni, però, viene attaccato da un altro angelo decaduto e sviene di nuovo dopo essere stato ferito. La mattina seguente si risveglia nella sua stanza come il giorno prima, e nota Rias nuda nella sua stanza. La ragazza rivela a Issei di essere in realtà un demone e gli dice che come risultato della sua morte per mano di Yuma, lo ha fatto resuscitare come demone, diventando il suo padrone con tale processo. Da quel momento Issei entra a far parte del Club di Ricerca dell'Occulto e insieme agli altri demoni servi di Rias, si troverà a combattere numerose battaglie per la sua "presidentessa" Rias, scoprendo inoltre il delicato equilibrio che lega le tre fazioni.

### Archi narrativi
L'autore Ishibumi ha suddiviso i romanzi in archi narrativi:
1. Il risveglio dell'Imperatore Drago Rosso (赤龙帝覚醒?, Sekiryūtei kakusei): volumi 1-2
2. Nascita dell'Imperatore Drago dei Seni (乳龙帝诞生?, Chichiryūtei tanjō): volumi 3-6
3. L'eroico drago dei seni (英雄(ヒーロー)おっぱいドラゴン?, Hiro oppai doragon): volumi 7-12
4. La leggenda del Drago dei seni e dei suoi vivaci compagni (おっぱいドラゴンと愉快な仲間たちの伝説?, Oppai doragon a yukaina nakamatachi densetsu no): volumi 14-21
5. Il Drago Rosso Imperatore della Verità Bruciante x Il Drago Bianco Imperatore della Stella del Mattino: il Vero Drago dell'Accademia Kuoh (猛烈な真実の赤い龍天皇×朝の星の白龍帝：Kuohアカデミーの真の龍?, Mōretsuna shinjitsu no akai ryū ten'nō × asa no hoshi no haku ryū tei: Kuoh akademī no shin no ryū): volumi 22-25 e volumi 1+ di Shin High School DxD

Nei volumi 8, 13 e 15 sono invece presenti delle storie secondarie al racconto principale.

## Personaggi
Issei Hyōdō (兵藤 一誠?, Hyōdō Issei)
È il protagonista della storia, uno studente del secondo anno delle superiori, non troppo intelligente e piuttosto arrapato. Normalmente sfortunato in amore, viene approcciato dalla bella Yuma Amano, in realtà un angelo caduto, che lo uccide per la reliquia in possesso dell'ignaro ragazzo, ossia il Sacred Gear conosciuto come Boosted Gear. Dopo essere tornato in vita come servo di Rias Gremory, decide di impegnarsi al massimo per realizzare il suo sogno di diventare il Re degli Harem. Seppure il suo ruolo sia di semplice Pedone, il grado più basso, la sua padrona ha dovuto utilizzare il potere di tutti e 8 i pedoni per attivarlo, a dimostrazione del suo già grande potere.
Rias Gremory (リアス・グレモリー?, Guremori Riasu)
È una studentessa del terzo anno ed è la ragazza più popolare dell'accademia; è anche la presidentessa del club di ricerca dell'occulto. Rias però non è umana, in quanto demone nobile della famiglia Gremory. Decide di reincarnare Issei Hyodo in un demone e di diventare il suo padrone. Lei ha il ruolo del Re.
Akeno Himejima (姫島 朱乃?, Himejima Akeno)
Studentessa del terzo anno e vice-presidentessa del club dell'occulto. Anche Akeno è metà demone metà angelo caduto, più esattamente è la Regina di Rias Gremory e sua migliore amica; dopo Rias lei è la 2° ragazza più popolare della scuola e inoltre è un'inguaribile sadica. Non possiede alcun Sacred Gear, ma è conosciuta, tra i demoni, come la Sacerdotessa del Tuono date le sue doti magiche, principalmente legate al fulmine, ereditate dal padre.
Asia Argento (アーシア・アルジェント?, Arujennto Aashia)
È una suora cristiana italiana dotata di un Sacred Gear conosciuto come Twilight Healing. Lei incontra Issei il suo primo giorno in Giappone, mentre si stava recando alla chiesa della cittadina. Diventerà un Alfiere di Rias Gremory.
Yūto Kiba (木場 祐斗?, Kiba Yūto)
È uno studente del secondo anno ed è conosciuto come Il principe azzurro per via della sua popolarità tra le ragazze della scuola. Yuto è un demone, col ruolo di Cavallo di Rias Gremory ed è in possesso di un Sacred Gear conosciuto come Sword Birth.
Koneko Tōjō (塔城 小猫?, Tōjō Koneko)
È una studentessa del primo anno ed è conosciuta come la 'mascotte' della scuola, per via del suo corpo da lolita. Koneko è un demone e ricopre il ruolo di una Torre per la sua padrona Rias Gremory. Non possiede alcun Sacred Gear.

## Terminologia

### Fazioni
Demoni (悪魔?, Akuma)
I Demoni sono esseri potenti che vengono dall'Inferno. La loro società è divisa in classi, in cui i demoni di alto livello (noti come Demoni Nobili) dettano legge agli altri demoni a seconda del rango della loro famiglia e delle proprie abilità; inoltre, se sono demoni di alto rango, possono possedere gli Evil Piece, con cui possono reincarnare in demoni un massimo di 15 servi, ognuno dei quali rappresenta un pezzo degli scacchi (Torre, Cavaliere, Pedone, ecc..). I demoni di rango inferiore, sono spesso guardati dall'alto in basso, e quasi tutti servono un demone di maggiore autorità. Tutti hanno forza, velocità, sensi e resistenza sovrumane e inoltre, essendo creature della notte, possono vedere perfettamente al buio. La luce del Sole, ai demoni con poteri di basso rango, provoca una riduzione di tutte le caratteristiche fisiche, riportando il soggetto al livello umano, ma nella notte questo effetto scompare, mentre con l'aumentare della forza del demone, questa riduzione non avviene più. Hanno la capacità di volare grazie alle ali demoniache e possono parlare tranquillamente in qualsiasi lingua esistente, avendo una dote innata di poter comunicare oralmente come se la lingua fosse una sola. Possono accordarsi con creature particolari, chiamate famigli, che possono evocare per i motivi più diversi, dal combattimento al semplice supporto. Varie casate nobili purosangue dispongono di poter innati unici, che possono solo essere ereditati, e i demoni che possiedono un loro tipo di magia, quella demoniaca che, a quanto si dice, pare sia stata la progenitrice della magia utilizzata dagli umani. La magia dei demoni è basata sull'immaginazione, più essa è forte e più è potente, pur avendo comunque dei limiti in base a chi la adopera e al potere che possiede. I demoni purosangue possono condizionare mentalmente gli umani per convincerli più facilmente a sottostare alle proprie condizioni. Viene inoltre spiegato che una volta i demoni erano soliti chiedere l'anima agli umani con cui stipulavano il contratto, mentre adesso è un'usanza estremamente rara. Ora, piuttosto, chiedono in cambio qualsiasi cosa l'umano sia disposto ad offrire, purché essa sia compatibile con la richiesta dell'umano stesso. I Demoni, durante l'ultima grande guerra, persero oltre la metà delle 72 famiglie nobili, delle quali ci sono pochissimi sopravvissuti. A seguito della fine della grande guerra tra le tre Fazioni principali, ci fu una guerra civile per stabilire se continuare o meno la guerra, dalla quale uscì vincitrice la fazione che desiderava la pace. Inoltre la loro capacità di concepimento si è notevolmente ridotta a causa della morte dei Quattro Re Demoni, i leader dei Demoni. Per ovviare a questo problema, Ajuka Beelzebub, uno dei nuovi Re Demoni, ha creato gli Evil Piece, con cui ora i demoni Nobili possono trasformare gli umani o altre creature in demoni di basso rango, purché essi siano vivi o morti da poco. Un demone di basso rango può, col tempo, salire di livello, diventando un demone di medio rango e poi, eventualmente, di alto, ottenendo, in quest'ultimo caso, anche un titolo nobiliare. Nonostante tutto, molti demoni purosangue, in particolare i più conservatori, restano ancora dell'opinione che un demone nato umano resterà sempre inferiore ad un demone purosangue, a dispetto dei risultati ottenuti.
Angeli (天使?, Tenshi)
Gli angeli sono gli esseri al servizio di Dio. Vengono dal Paradiso e hanno il potere di infliggere danni ai demoni tramite i loro poteri basati sulla luce, che possono creare sotto forme diverse. Hanno le ali bianche (tranne l'arcangelo Michele, che le ha d'oro) e un'aureola sopra la loro testa. Gli angeli sono anch'essi dotati di capacità fisiche sovrumane e possiedono una loro magia, quella angelica (o sacra). Similmente ai demoni, anche gli angeli hanno escogitato un modo per reincarnare gli umani, usando delle carte (da scala 40, poker, ecc..). Esse sono prima a disposizione solo di 4 angeli, i Serafini (tra cui lo stesso Michele) e corrispondono ai quattro generi diversi di carte: quadri; picche; fiori; cuori. Tuttavia in seguito viene ampliato anche agli altri sei Serafini, con un totale di dieci. Michele però si augura di espandere la possibilità di conferire l'uso dei Brave Saint anche agli angeli di alto rango. Gli angeli, se vengono corrotti da terze parti o dai loro impulsi impuri, rischiano di "cadere", diventando angeli caduti. Gli Angeli possono avere figli, ma per loro è molto più complicato in quanto non devono cedere agli istinti peccaminosi durante l'atto, altrimenti rischiano di diventare angeli caduti. Devono purificarsi prima dell'atto e farlo solo in nome del vero amore. Dopo la morte di Dio, inoltre, la capacità di concepimento degli Angeli è ridotta quasi allo zero, motivo per cui sono stati creati i Brave Saint traendo ispirazione dagli Evil Piece. Come per i demoni il numero di ali di un angelo è indicativo del suo rango.
Angeli Caduti (堕天使?, Datenshi)
Gli angeli caduti sono angeli che hanno perso la grazia di Dio a causa dei loro "pensieri impuri" circa il modo di agire. Il loro aspetto è simile a quello degli angeli, ma le ali sono nere e sono privi di aureola. Anche se sono stati scacciati dal Paradiso, gli angeli caduti hanno in qualche modo mantenuto la capacità di usare armi basate sulla luce. Diversamente dai demoni e dagli angeli, loro possono ripianare il numero di "purosangue" semplicemente tentando gli Angeli per farli "cadere" (inclusi i reincarnati), ma possono anche avere figli tra loro o con gli umani (come Baraqiel). Tuttavia Azazel ha affermato che gli angeli caduti purosangue stanno calando inesorabilmente di numero. Hanno anche loro capacità fisiche sovrumane, un loro tipo di magia e hanno l'abilità di cancellare la memoria delle persone su determinati eventi. A detta di Azazel, le donne degli angeli caduti hanno sempre un fisico molto attraente, sembra che diventarlo migliori l'aspetto delle donne.

### Generale
Rating Game (レーティングゲーム?, Rētingu GEMÜ)
Sono partite disputate tra demoni che hanno ottenuto un titolo nobiliare. Il gioco prende la forma di una battaglia strategica tra il Re e i suoi servi, molto simile al normale gioco degli scacchi; infatti ogni servo ha un ruolo ben definito e ognuno porta proprio il nome di uno dei pezzi degli scacchi: Regina, Torre, Cavallo, Alfiere e Pedone. Inoltre solo quando uno dei due Re viene sconfitto l'incontro si conclude, ma esistono anche altre possibilità per vincere che non richiedono la sconfitta del Re, ma ciò dipende da ogni tipo di Rating Game, in quanto esistono diversi tipi di battaglie. Il campo di battaglia su cui si svolgono questi incontri varia di volta in volta. I Rating Game servono per misurare la forza di un demone, permettendo così ai demoni di ottenere una propria posizione sociale, oltre al prestigio e alla gloria. I Rating Game sono la più grande forma d'intrattenimento nell'Inferno. I Rating Game non sono concepiti come scontri mortali, infatti sono prese misure precauzionali per far sì che un demone gravemente ferito venga dislocato immediatamente nell'infermeria per essere curato. Esistono anche scuole in cui si insegna come combattere nei Rating Game, ma esse sono riservate solo ai demoni di alta classe. La sola eccezione è la scuola che Sona Sitri e i suoi demoni servitori hanno costruito e che devono avviare.

### Oggetti
Evil Piece (悪魔の駒(イーヴィル·ピース)?, Īviru Pisu)
Sono pezzi simili, all'apparenza, ai pezzi degli scacchi, ma sono dotati di un grande potere demoniaco; ogni demone dotato di un titolo nobiliare (il Re) o che si è conquistato il titolo di demone di alto rango grazie al suo potere e al suo valore, ha a disposizione un set di 15 pezzi (1 Regina, 2 Cavalieri, 2 Alfieri, 2 Torri e 8 Pedoni). Questi pezzi vengono utilizzati per reincarnare altri esseri in demoni, rendendoli servi dei demoni nobili. Ogni pezzo ha un valore corrispondente. Il valore di ogni pezzo permette di determinare il pezzo da utilizzare per reincarnare qualcuno; il valore di ogni soggetto varia a seconda delle sue abilità. Diversi Evil Piece non possono essere utilizzati per reincarnare un singolo individuo. Alcuni fortunati Re vengono dotati di un pezzo particolare, uno solo, definito "pezzo mutazione". Questo pezzo può essere sufficiente a trasformare un demone in un servo semplicemente col suo solo utilizzo, anche se il pezzo in questione costerebbe oltre il valore del pezzo base stesso. Ad esempio Rias Gremory ha utilizzato il suo pezzo mutazione per Gasper, il primo Alfiere da lei trasformato, il cui potere latente era troppo vasto, superiore ai tre pedoni, cioè il valore di un alfiere, grazie ad esso Rias ha potuto utilizzare un solo pezzo per rendere Gasper suo servo.
- Regina (女王?, Kuīn) - Vale 9 pedoni. La Regina possiede tutte le abilità della Torre, del Cavallo e dell'Alfiere.
- Torre (戦车?, Ruku) - Vale 5 pedoni. I tratti della Torre sono una forza sovrumana e una difesa eccezionale.
- Cavallo (骑士?, Naito) - Vale 3 pedoni. I tratti del Cavallo sono un'elevata velocità e abilità nell'uso della spada (e armi simili).
- Alfiere (僧侣?, Bishoppu) - Vale 3 pedoni. Il tratto dell'Alfiere è un elevato miglioramento delle abilità magiche.
- Pedone (兵士?, Pon) - Vale 1 pedone. Il tratto del Pedone è la capacità di promuoversi in una Regina, Torre, Cavaliere, o Alfiere se si trova in territorio nemico o, al di fuori dei Rating Game, se riceve il permesso dal proprio Re.

### Sacred Gear
Sacred Gear (神器(セイクリッド·ギア)?, Seikuriddo Gia)
I Sacred Gear (Ingranaggi Sacri) sono oggetti speciali creati da Dio che vengono acquisiti da alcune persone alla nascita. Esistono diversi Sacred Gear i quali conferiscono abilità diverse quali capacità curative o poteri da sfruttare in battaglia; le persone che sono rimaste impresse nella storia erano possessori di Sacred Gear. Sembra che la maggior parte di essi vengano sfruttati nei contesti sociali umani, non sono rari, ma molto comuni (in ambiti sportivi, politici, ecc..) e spesso i possessori nemmeno si rendono conto di averli, pur sfruttandoli. Gli unici che possono nascere con queste reliquie sono gli esseri umani, sia normali che mezzosangue. Ad esempio Gasper, metà umano e metà vampiro, possiede un Sacred Gear, così come Vali, metà demone e metà umano. Ogni Sacred Gear dispone di una singola abilità e ne esistono vari dello stesso tipo con i medesimi poteri, seppur ci siano rare eccezioni di unicità anche tra di essi (come il Forbidden Balor View o i Sacred Gear del Re Drago Vritra). I Sacred Gear che non hanno doppioni e che possono avere un solo possessore alla volta sono i Longinus, 13 Sacred Gear di gran lunga superiori agli altri, capaci di conferire almeno due abilità diverse, se non di più, a seconda del potere del Longinus stesso. Il nome Longinus è tratto dal santo Longino, colui che trafisse il costato di Gesù quando venne crocifisso. Infatti i 13 Longinus sono noti come i Sacred Gear capaci di uccidere le divinità stesse. I Longinus hanno tre livelli di potenza a propria volta, 4 di essi sono di alto livello ed uno di questi quattro, il Vero Longinus, è ancora superiore. I Longinus di alto livello sono estremamente temuti perché si dice che al pieno del loro potere e nelle mani sbagliate potrebbero distruggere il mondo. Non è noto il numero dei Longinus di medio e basso livello tra i 9 restanti, ma è noto che due dei Longinus di medio livello siano il Boosted Gear e il Divine Dividing. A detta di Azazel, a causa della forza mentale e dei sottospecie di Balance Breaker (Balance Breaker che esulano dal comune Breaker cui corrisponde il Sacred Gear in questione e che sono stati creati dall'utilizzatore stesso come varianti), alcuni Sacred Gear potrebbero persino divenire tanto potenti da diventare dei nuovi Longinus e accostarsi ai 13 originali. Attualmente è stato scoperto che ben cinque Sacred Gear si siano evoluti diventando Longinus.
- True Longinus: il primo Longinus, nonché il più potente di tutti, si tratta della lancia che trafisse il costato di Gesù. È anche una delle tre sacre reliquie. In esso risiede parte della volontà di Dio. In possesso dell'umano Cao Cao, ex membro e leader della fazione Eroi di Khaos Brigade.
- Zenith Tempest: Longinus di alto livello e il secondo più potente di tutti, ha in sé il potere di dominare il tempo atmosferico e tutti gli elementi della natura da esso generati. In possesso di Dulio Gesualdo, il più potente esorcista del mondo e angelo reincarnato con la carta Joker dell'arcangelo Michele.
- Annihilation Maker: Longinus di alto livello, in grado di generare qualsiasi creatura il suo possessore riesca ad immaginare. In possesso di Leonardo, un ragazzino ed ex membro della fazione Eroi di Khaos Brigade.
- Dimension Lost: Longinus di alto livello, permette di creare una nebbia in grado di bloccare qualsiasi attacco e di teletrasportare in spazi artificiali e altre dimensioni chiunque e qualsiasi cosa si ritrovi al suo interno, incluso il vuoto dimensionale che distrugge chiunque si trovi al suo interno senza protezione. In possesso di Georg, ex membro della fazione Eroi di Khaos Brigade.
- Boosted Gear: Longinus di medio livello, contiene l'anima del Drago Celestiale Ddraig e conferisce al suo possessore la capacità di raddoppiare, virtualmente all'infinito, la sua potenza e di trasferire il potere ottenuto ad altri. In possesso di Issei Hyōdō, il protagonista.
- Divine Dividing: Longinus di medio livello, contiene l'anima del Drago Celestiale Albion e conferisce al suo possessore la capacità di dimezzare, virtualmente all'infinito, il potere del nemico e di trasferirlo a se stesso. In possesso di Vali Lucifer, demone mezzosangue discendente di Lucifero e rivale di Issei.
- Regulus Nemea: Longinus che contiene lo spirito del mitico leone di Nemea, questo Gear ha due forme, una come ascia da battaglia e l'altra da enorme leone dorato, se la coscienza del Longinus si manifesta fisicamente. Attualmente non ha un vero possessore, ma ha accettato come padrone Sairaorg Bael, demone purosangue che lo ha reincarnato come suo demone servitore quando ha assunto forma fisica.
- Canis Lykaon: Longinus che assume la forma di un enorme e feroce cane nero con gli occhi rossi, capace di produrre lame dal corpo e di tramutarsi egli stesso in una spada e di combattere manipolando le ombre. Diversamente dagli altri, questo Longinus non fa riferimento ad alcuna religione o mitologia, ma alla precedente light novel dell'autore: SLASH/DOG. In possesso di Tobio Ikuse, umano che lavora con gli angeli caduti.
- Sephiroth Graal: Longinus potente e pericoloso, non è altro che il Santo Graal ed una delle tre sacre reliquie. Capace di controllare il principio stesso della vita, potendo quindi resuscitare i morti, vedere le persone defunte, rigenerare i corpi, annullare le debolezze basiche di uno o più soggetti, far ringiovanire gli altri, persino di rendere una persona quasi immortale se l'anima rimane intatta. Molto pericoloso se usato troppo e senza il controllo necessario. In possesso della dampira (vampira mezzosangue) Valerie Tepes.
- Incinerate Anthem: Longinus che non è altro che la Vera Croce ed una delle tre sacre reliquie. È capace di creare delle fiamme sacre di colore viola, in grado di incenerire con facilità demoni di classe suprema e persino Re Demoni. Si tratta di un'arma estremamente letale per le creature vulnerabili ai poteri sacri come i demoni. È l'unico Longinus capace di cambiare possessore di sua iniziativa, prima in possesso di Walburga, una maga di Khaos Brigade, abbandona poi quest'ultima e viene accolto da Lint Sellzen, umana artificiale ed angelo reincarnato.
- Absolute Demise: Longinus che assume la forma di una bambola alta tre metri dotata di un immenso potere congelante e di manipolazione del ghiaccio. In possesso della maga Lavinia Reni, amica di Tobio e Vali.
- Innovate Clear: Longinus capace di creare un mondo alternativo e di generare al suo interno delle imitazioni quasi perfette di creature viventi, è quasi come una combinazione di alcuni poteri del Dimension Lost e dell'Annihilation Maker. Tuttavia le creature che genera possono sopravvivere solo nel suo mondo. In possesso dell'umano Mitsuya Kanzaki.
- Telos Karma: Longinus incredibilmente pericoloso, capace di alterare le probabilità e di rendere possibili eventi e fatti che normalmente sarebbero pressoché impossibili che si realizzino, può ad esempio distruggere armi e oggetti semplicemente imponendo loro di essere gravemente danneggiati o farsi mancare di proposito dagli attacchi nemici solo desiderando che sbaglino. In possesso dell'umano Mitsuya Kanzaki, già padrone dell'Innovate Clear, ma in realtà gli è stato prestato dal suo vero padrone Momiji Nakiri.
- Nereid Kyrie: nuovo Longinus di alto livello, capace di controllare, indebolire o potenziare qualsiasi drago e di controllare mari ed oceani. In possesso di Ingvild Leviathan, demone mezzosangue reincarnata come demone servitore di Issei.
- Star Buster Star Blaster: nuovo Longinus di alto livello diviso in una spada e un fucile. La spada è capace di tagliare pressoché qualunque cosa con facilità, inclusa l'armatura del Balance Breaker del Regulus Nemea; il fucile è in grado di scagliare enormi raffiche di aura di livello divino, capaci di respingere facilmente anche diverse divinità e un solo colpo è in grado di annientare del tutto svariate isole. In possesso di Shooting Star, un mago umano, ma discendenti di demoni antichi.
- Aeon Balor: nuovo Longinus di livello imprecisato (probabilmente alto), evoluzione del Forbidden Balor View. Contenente parte della coscienza del malvagio dio Balor, è in grado di fermare il tempo di qualsiasi cosa il possessore guardi o entri in contatto, oltre a poter generare un mondo di ombre capaci di assumere vita propria e di poter bloccare a propria volta il tempo di tutto ciò che guardano, di distruggerlo e consumarlo nell'oscurità fino a ridurlo al nulla, oltre a poter persino bloccare i poteri imposti da altri Longinus. In possesso di Gasper Vladi, dampiro reincarnato come demone servitore da Rias.
- Alphecca Tyrant: nuovo Longinus nonché la quarta sacra reliquia, essendo uno dei sacri chiodi. In possesso di un membro della famiglia reale britannica. Ha il potere di fare il lavaggio del cervello agli umani e poterli quindi manipolare a proprio piacimento, dopo la sua evoluzione è divenuto capace di controllare anche i padroni di Sacred Gear, non importa se non siano più umani, inclusi i possessori di altri Longinus.
- Unknown Dictator: nuovo Longinus capace di controllare il ferro e i dispositivi elettronici. Può anche creare equipaggiamenti meccanici. In possesso di un agente della CIA.

### Ambientazione
Kuoh Academy (驹王学园?, Kuo Gakuen)
È la scuola privata frequentata da Issei Hyoudou e dai personaggi principali. Comprende nel suo complesso sia una scuola elementare, sia una scuola media, sia una scuola superiore e persino un'università. Precedentemente era una scuola esclusivamente femminile che negli ultimi anni è diventata una scuola mista.

### Draghi
Esseri antichi di grande potere, che a differenza degli Angeli, gli Angeli Caduti e i Demoni, non furono interessati a guerre che non li riguardavano, perciò vengono considerati poteri neutrali. Durante la guerra delle tre potenze nell'antichità, i draghi sono divisi in diverse categorie, ma solitamente sono creature rispettate e temute da tutti, incluse le divinità. I draghi sono infatti una delle razze più potenti che esistano e, prima che Ddraig ed Albion fossero sigillati, nella top 10 degli esseri più potenti del creato c'erano ben quattro draghi.

## Media

### Light novel
High School DxD è una serie di light novel scritta da Ichiei Ishibumi e illustrata da Miyama-Zero, composta da 25 volumi. I singoli romanzi sono stati pubblicati da Fujimi Shobō tra il 20 settembre 2008 e il 20 marzo 2018 sotto l'etichetta Fujimi Fantasia Bunko e divisi in cinque archi narrativi. La conclusione della serie fu annunciata dall'autore tramite Twitter, confermando che il ventunesimo romanzo avrebbe portato al termine il quarto arco narrativo e che il quinto arco narrativo sarebbe stato l'ultimo. Una storia bonus, intitolata Hajimete no Otsukai: Ōfisu Hen (はじめてのおつかい・オーフィス編?, Hajimete no Otsukai: Ōfisu Hen, lett. La Prima Commissione: L'edizione Ophis), è stata pubblicata sul numero di luglio 2012 della rivista Dragon Magazine, sotto forma di volume bunkobon. La storia si svolge dopo il dodicesimo volume della serie di romanzi principale e racconta di Ophis che si ritrova nella prima volta nel mondo umano.
Con l'uscita del venticinquesimo romanzo di High School DxD, gli autori della serie hanno annunciato l'arrivo di una nuova serie di romanzi denominata Shin High School DxD, il cui debutto è avvenuto nell'estate 2018.

### Manga

Copertina del primo volume dell'edizione italiana, raffigurante Rias Gremory

Un adattamento a manga disegnato da Hiroji Mishima è stato serializzato dal numero di luglio 2010 della rivista Dragon Magazine, salvo poi proseguire sulla rivista Monthly Dragon Age dal numero di marzo 2011 a quello di marzo 2018 dove si è concluso. Il primo volume è stato pubblicato dalla casa editrice Fujimi Shobō il 7 giugno 2011 e al 9 aprile 2018 la serie ha raggiunto gli 11 volumi. La serie è terminata con il capitolo 76, come reso noto da Mishima tramite Twitter. L'undicesimo volume è stato l'ultimo e contiene solo per la versione giapponese, contenuti speciali. Un'edizione italiana è stata annunciata da Panini Comics in occasione della quattordicesima edizione del Romics nell'ottobre 2013 ed è stata pubblicata tramite la divisione Planet Manga dal 25 gennaio 2014 al 29 novembre 2018.
| 1  | 7 giugno 2011 | ISBN 978-4-04-712733-3 | 25 gennaio 2014   |
| 1  | Capitoli - Life.1 Con la mia vita da umano... ho chiuso! (人間、やめました。?, Ningen, yamemashita.) - Life.2 La mia nuova vita... da demone! (悪魔はじめました。?, Akuma hajimemashita.) - Life.3 La battaglia è iniziata (戦いはじめました。?, Tatakai hajimemashita.) - Life.4 Ho trovato qualcuno da proteggere (守るもの、見つけました。?, Mamoru mono, mitsukemashita.) |                        |                   |
| 2  | 7 dicembre 2011 | ISBN 978-4-04-712767-8 | 22 marzo 2014     |
| 2  | Capitoli - Life.5 Ho trovato un'amica (友達、できました。?, Tomodachi, dekimashita.) - Life.6 Proteggerò la mia amica (友達、守ります。?, Tomodachi, mamorimasu.) - Life.7 Salverò la mia amica (友達、救います。?, Tomodachi, sukuimasu.) - Life.8 Sconfiggerò un angelo! (天使、倒します!?, Tenshi, taoshimasu!) - Life.9 Sparisci lurido angelo! (吹っ飛べ、クソ天使!?, Futtobe, kuso tenshi!) - Life.10 Inizia una new life (New Life はじめます。?, New Life hajimemasu.) |                        |                   |
| 3  | 5 luglio 2012 | ISBN 978-4-04-712814-9 | 24 maggio 2014    |
| 3  | Capitoli - Life.11 Faccio il demone! (悪魔、やってます。?, Akuma, yattemasu.) - Life.12 Lavoro sodo! (お仕事、頑張ります。?, Oshigoto, ganbarimasu.) - Life.13 Lo faccio... per la prima volta?! (初体験、しちゃいます!??, Shotaiken, shi chaimasu!?) - Life.14 Accetto la sfida! (喧嘩、売ります!?, Kenka, urimasu!) - Life.15 Facciamo un nipotino?! (初孫、つくります!??, Hatsumago, tsukurimasu!?) - Life.16 Inizia il ritiro! (修行、はじめます!?, Shugyō, hajimemasu!) - Life.16.5 Servirò al tuo fianco? |                        |                   |
| 4  | 7 gennaio 2013 | ISBN 978-4-04-712852-1 | 26 luglio 2014    |
| 4  | Capitoli - Life.17 La battaglia ha inizio! (決戦、始まります!?, Kessen, hajimarimasu!) - Life.18 Vi presento la mia tecnica speciale! (必殺技、魅せます! ?, Hissawwaza, misemasu!) - Life.19 Uniamo le forze! (二人の力、合わせます!?, Futari no chikara, awasemasu!) - Life.20 Posso ancora combattere! (まだ…戦えます!?, Mada… tatakaemasu!) - Life.21 Vado a riprendermi la presidentessa! (部長、取り戻します!?, Buchō, torimodoshimasu!) - Life.22 Schiaccerò l'uccello immortale! (不死鳥、ブッ飛ばします!?, Fushichō, buttobashimasu!) - Life.22.5 Inizia una new life |                        |                   |
| 5  | 9 settembre 2013 | ISBN 978-4-04-712900-9 | 20 settembre 2014 |
| 5  | Capitoli - Life.23 Ardi, club di ricerca dell'occulto! (燃えろ、オカルト研究部!?, Moero, Okaruto kenkyū-bu!) - Life.24 Vinciamo facendo gioco di squadra! (チームワークで、戦います!?, Chīmu Wāku de, tatakaimasu!) - Life.25 L'aura del drago... la tiro fuori?! (龍の気、抜き出します!??, Ryū no ki, nukidashimasu!?) - Life.26 Mi farò strada a suon di fendenti, in questo bagno di sangue! (ド修羅場、斬り抜けます!?, Do shuraba, kiri nukemasu!) - Life.27 Spade demoniache contro spade sacre... duello all'ultimo sangue! (魔剣VS聖剣、激闘です!?, Maken VS seiken, gekitōdesu!) - Life.28 Il piano per distruggere le spade sacre! (聖剣破壊計画です!?, Seiken hakai keikakudesu!) - Life.28.5 Il destino si ripete! |                        |                   |
| 6  | 9 aprile 2014 | ISBN 978-4-04-070080-9 | 22 novembre 2014  |
| 6  | Capitoli - Life.29 La punizione di un demone?! Perdono! (アクマのおしおき!?ゴメンなさい!?, Akuma no oshioki!? Gomen'nasai!) - Life.30 Diventerò un demone lussurioso?! (なります!?エッチな悪魔!?, Narimasu!? Etchina akuma!) - Life.31 Forza, club di ricerca sull'occulto! (行け!オカルト研究部!?, Ike! Okaruto kenkyū-bu!) - Life.32 Cani infernali, vi sterminerò! (地獄の番犬、退治します!?, Jigoku no banken, taiji shimasu!) - Life.33 Battaglia all'ultimo sangue contro il caro vecchio Freed! (激闘! vs宿敵フリード!?, Gekitō! Vs shukuteki Furīdo!) - Life.34 Ardo di perversione ed entusiasmo! (燃えます! エロ&熱血!!?, Moemasu! Ero & nekketsu!!) - Life.35 New knight & new rival (New Knight & New Rival?) - Life.35.5 Friends |                        |                   |
| 7  | 9 dicembre 2014 | ISBN 978-4-04-070457-9 | 18 luglio 2015    |
| 7  | Capitoli - Life.36 Vasca da bagno = campo da battaglia per fanciulle combattive? (浴槽=乙女の戦場です!??, Yokusō = otome no senjōdesu!?) - Life.37 E' estate! S'indossano i costumi! È un macello! (夏です! 水着です! ピンチです!? ?, Natsudesu! Mizugidesu! Pinchidesu!?) - Life.38 Facciamo un bambino! Ma non sarà un po' presto?! (子作り! 早すぎます!??, Ko tsukuri! Haya sugimasu!?) - Life.39 La visita scolastica ha inizio (授業参観、始まります。?, Jugyō sankan, hajimarimasu.) - Life.40 L'avvento di Leviathan, regina dei demoni! (魔王レヴィアたんさま、降臨です!?, Maō Reviatan-sama, kōrindesu!) - Life.41 Un nuovo Kohai (maschio) (後輩(男)、できました。?, Kōhai (otoko), dekimashita.) - Extra Life! |                        |                   |
| 8  | 8 agosto 2015 | ISBN 978-4-04-070597-2 | 16 gennaio 2016   |
| 8  | Capitoli - Life.42 Ci penso io, al mio hokai! (後輩(男)、なんとかします!!?, Kōhai (otoko), nantoka shimasu!!) - Life.43 Impugnerò... un'ammazza draghi?! (“龍殺し”、頂きます!??, “Ryū koroshi”, itadakimasu!?) - Life.44 Inizia il concilio (トップ会談始まります!?, Toppu kaidan hajimarimasu!) - Life.45 Khaos Brigade (Khaos Brigade?) - Life.46 Stato d'emergenza?! Vengo anch'io! (緊急事態!? 俺も行きます!!?, Kinkyū jitai!? Ore mo ikimasu!!) - Life.47 Occhi malefici x distruzione di vestiti... Una combinazione perfetta?! (邪眼×洋服崩壊最強タッグ結成です!??, Yokoshima me × yōfuku hōkai saikyō Taggu kesseidesu!?) - Life.48 Il drago rosso e il drago bianco! (赤い龍と白い龍!?, Akai ryū to shiroi ryū!) - Life.49 Ti farò assaggiare la mia rabbia! (怒りの拳、ぶつけます!!?, Ikari no ken, butsukemasu!!) |                        |                   |
| 9  | 9 maggio 2016 | ISBN 978-4-04-070881-2 | 22 dicembre 2016  |
| 9  | Capitoli - Life.50 New Life & Special Life (New Life & Special Life?) - Life.51 Stop alle vacanze estive! (待望! 夏休み突入です!!?, Taibō! Natsuyasumi totsunyūdesu!!) - Life.52 Si parte! Destinazione inferno! (旅立ち、冥界へGO!!?, Tabidachi, meikai e GO!!) - Life.53 Un mondo sconosciuto?! Il palazzo dei Gremory! (未知の世界!? グレモリー邸です!!?, Michi no sekai!? Guremorī-teidesu!!) - Life.54 Gioventù demoniaca, raduniamoci! (若手悪魔、集合です!?, Wakate akuma, shūgōdesu!) - Life.55 Ma che inferno... è il paradiso terrestre?! Un sandwich da perdere i sensi! (桃源郷!? 悶絶“サンドイッチ”です!?, Tōgenkyō!? Monzetsu “sandoitchi” desu!) - Life.56 Arriva un insegnante... spaventoso! (驚愕の“先生”登場です!?, Kyōgaku no “sensei” tōjōdesu!) - Life.57 Prosegue l'addestramento infernale! (地獄の特訓、続きます!?, Jigoku no tokkun, tsudzukimasu!) - Life.58 Oltrepassiamo le barriere! Voglio diventare... più forte! (壁を超えろ! 強く…なりたいんです!!?, Kabe o koero! Tsuyoku… naritai ndesu!!) |                        |                   |
| 10 | 9 maggio 2017 | ISBN 978-4-04-072282-5 | 14 dicembre 2017  |
| 10 | Capitoli - Life.59 Termina l'addestramento! Il gruppo si ricompatta! (修行完了! 仲間と再会です!!?, Shugyō kanryō! Nakama to saikaidesu!!) - Life.60 Puntando a tutta velocità verso il sogno! (夢に向かって! 全力です!!?, Yume ni mukatte! Zenryokudesu!!) - Life.61 Cuore e batticuore? Due vecchie conoscenze! (トキメキ&衝撃? ふたつの“再会”です!?, Tokimeki & shōgeki? Futatsu no “saikai” desu!) - Life.62 Il gatto e il drago! (猫とドラゴン!?, Neko to Doragon!) - Life.63 Quello destro o quello sinistro?! La scelta del destino! (右or左!? 運命のブザーです!!?, Migi or hidari!? Unmei no buzādesu!!) - Life.64 La bomba! Il Drago Rosso Imperatore! (爆誕! “やらしい”赤龍帝です!!?, Bakutan! “Yarashī” akaryū teidesu!!) - Life.65 Combattimento feroce! Kuroka contro il Drago Rosso Imperatore! (激闘! 黒歌VS赤龍帝!!?, Gekitō! Kuroka VS akaryū tei!!) - Life.66 Assalto! La spada magica più potente! (襲来! 最強の聖剣です!!?, Shūrai! Saikyō no seikendesu!!) - Life.67 Odino (Odin.?)                        |                        |                   |
| 11 | 9 aprile 2018 | ISBN 978-4-04-072669-4 | 29 novembre 2018  |
| 11 | Capitoli - Life.68 Scontro tra presidentesse - La prima fase (1) (部長VS会長 前半戦! 1?, Buchō VS kaichō zenpansen! 1) - Life.69 Scontro tra presidentesse - La prima fase (2) (部長VS会長 前半戦! 2?, Buchō VS kaichō zenpansen! 2) - Life.70 Scontro tra presidentesse - La prima fase (3) (部長VS会長 前半戦! 3?, Buchō VS kaichō zenpansen! 3) - Life.71 Scontro tra presidentesse - La prima fase (4) (部長VS会長 前半戦! 4?, Buchō VS kaichō zenpansen! 4) - Life.72 Waltz (Waltz.?) - Life.73 Scontro tra presidentesse - Seconda parte della battaglia (1) (部長VS会長 後半戦! 1?, Buchō VS kaichō kōhan-sen! 1) - Life.74 Scontro tra presidentesse - Seconda parte della battaglia (2) (部長VS会長 後半戦! 2?, Buchō VS kaichō kōhan-sen! 2) - Life.75 Scontro tra presidentesse - Seconda parte della battaglia (3) (部長VS会長 後半戦! 3?, Buchō VS kaichō kōhan-sen! 3) - Life.76 Winner (WINNER.?) |                        |                   |

#### Spin-off
Un manga spin-off, intitolato High School DxD: I contratti segreti di Asia & Koneko! (ハイスクールD × D &アーシア小猫ヒミツのけいやく??, Haisukūru DxD: Ashia ando Koneko Keiyaku Himitsu no) e illustrato da Hiroichi, ha iniziato la sua serializzazione sulla rivista Monthly Dragon Age a partire dal numero di ottobre 2011; il primo volume è stato pubblicato il 9 marzo 2012. Gli avvenimenti di questo spin-off hanno luogo dopo il decimo capitolo del manga e tratta dei compiti che deve svolgere Asia Argento con l'aiuto di Koneko.
| Nº   | Titolo italiano Giapponese 「Kanji」 - Rōmaji | Data di prima pubblicazione             | Data di prima pubblicazione |
| Nº   | Titolo italiano Giapponese 「Kanji」 - Rōmaji | Giapponese                              | Italiano                    |
| Sp 1 | High School DxD: I contratti segreti di Asia & Koneko! 「ハイスクールD×D アーシア&小猫 ヒミツのけいやく!?」 - Haisukūru Dī Dī: Āshia & Koneko himitsu no keiyaku!? | 7 marzo 2012 ISBN 978-4-04-712767-8     | 24 gennaio 2015             |
| Sp 1 | Capitoli - Life.1 Al lavoro! - Life.2 Per un seno più grosso... avanti tutta! - Life.3 Caccia al ladro di biancheria! - Life.ex1 Chi cerca trova! - Life.4 Eroine in difesa della giustizia! - Life.ex2 Vado all'asilo e torno! - Life.5 Entusiasmo in piscina! - Life.6 Infiliamoci il grembiule! |                                         |                             |
| Sp 2 | High School DxD: Demoni al lavoro! 「ハイスクールD×D アクマのおしごと」 - Haisukūru Dī Dī: akuma no oshigoto | 9 settembre 2013 ISBN 978-4-04-712898-9 | 25 aprile 2015              |
| Sp 2 | Capitoli - Life.1 Demoni al lavoro - Life.2 I requisiti di un famiglio - Life.3 La comparsa dei mostri pervertiti! - Life.4 La sovrana tettuta del tennis?! - Life.ex Maiale fortunato, metticela tutta! Il patto segreto?!                                                                        |                                         |                             |

### Anime
Un adattamento ad anime è stato annunciato dall'autore della serie di light novel e dall'editore Fujimi Shobō tramite Twitter il 15 aprile 2011. L'anime è stato prodotto da TNK sotto la direzione di Tetsuya Yanagisawa, con la sceneggiatura curata da Takao Yoshioka, le musiche sono di Ryosuke Nakanishi, i personaggi di Junji Goto e la produzione è di Hisato Usui, Jun Hatano, Shigeru Saito, Shinsaku Tanaka, Takuro Hatakeyama, e Tetsuya Tsuchihashi.
Una prima stagione è stata trasmessa su AT-X dal 6 gennaio al 21 marzo 2012, per poi essere trasmessa su TV Kanagawa, Chiba TV, TV Aichi, Sun Television, Tokyo MX e BS11. La versione trasmessa da AT-X è senza censure video, la stessa pubblicata anche per il mercato home video in DVD e Blu-ray Disc, mentre l'edizione trasmessa dalle altre reti locali presentava delle censure video volte a nascondere i seni delle ragazze. Sei DVD e Blu-ray sono stati pubblicati da Media Factory tra il 21 marzo e il 29 agosto 2012, dove all'interno di ciascun volume sono presenti 2 episodi dell'anime insieme ad un breve cortometraggio extra. I sei cortometraggi formano una mini-serie dal titolo Moso bakuyure kaijo orijinaru bideo (妄想爆揺解除オリジナルビデオ? lett. Rilascia gli inganni oscillando).
Un episodio OAV è stato pubblicato in Blu-ray con il tredicesimo volume della serie di light novel il 6 settembre 2012 e corrisponderebbe al tredicesimo episodio della prima stagione dell'anime. La sceneggiatura è stata curata da Ichiei Ishibumi, l'autore dei romanzi. Un secondo episodio OAD che corrisponderebbe al quattordicesimo episodio della prima stagione, ideato anche questo da Ishibumi, è stato pubblicato con la versione limitata della quindicesimo romanzo della serie il 31 maggio 2013 in Blu-ray.
Al termine dei titoli di coda del primo dei due OAV è stata annunciata la produzione di una seconda stagione. Questa nuova stagione di 12 episodi è intitolata High School DxD New (ハイスクールD×D NEW?, Haisukūru Dī Dī Nyū) ed è andata in onda su AT-X e Chiba TV dal 7 luglio al 22 settembre 2013 con cast e staff invariato rispetto alla prima stagione.
La produzione di una terza stagione è stata resa nota il 16 giugno 2014 dall'editore Fujimi Shobo. Tale stagione, intitolata High School DxD BorN, è stata trasmessa da aprile a giugno 2015, per un totale di dodici episodi trasmessi. Sei cortometraggi speciali di breve durata sono stati pubblicati insieme agli episodi della stagione nell'edizione home video. In Italia i diritti sono stati acquistati da Yamato Video, che ha pubblicato in simulcast la serie in versione integrale sul proprio canale Yamato Animation su YouTube e in seguito su Dailymotion. A partire dal 4 agosto 2017 sarà trasmesso un episodio della stagione sul canale televisivo Man-ga ogni venerdì in seconda serata. Un nuovo episodio OAV è stato pubblicato il 9 dicembre 2015.
In occasione dell'evento Fantasia Bunko Daikanshasai è stata annunciata la produzione di una quarta stagione per l'anime, intitolata High School DxD Hero. Lo studio d'animazione Passione ha sostituito TNK nella produzione e i 13 episodi della stagione sono stati trasmessi dal 10 aprile al 3 luglio 2018. Il primo episodio, considerato come il numero "0" della stagione, ha riassunto in breve gli eventi narrati nell'ultima parte della terza stagione.

## Accoglienza
La serie di romanzi High School DxD ha venduto a marzo 2018 oltre 4 milioni di copie e l'hashtag ufficiale della serie animata "#haremking" si è piazzato al sesto posto tra i dieci più di tendenza durante la prima metà del 2012 in Giappone sul social network Twitter.
A maggio 2024 risulta che la light novel abbia raggiunto oltre 7,8 milioni di copie vendute in tutto il mondo.